# Öland Roots
Öland Roots är en av Sveriges tre större årliga reggae-festivaler. Öland Roots, som startades år 2004 av en grupp ungdomsvänner från Mörbylångatrakten, hålls utanför en liten öländsk ort som heter Stora Frö. Öland Roots är även namnet på den ideella förening som står bakom reggaefestivalen. Föreningen, som är medlem i Kontaktnätet, har även har till uppgift att arrangera andra kulturevenemang i främst Kalmar län. 2019 var sextonde året i rad som festivalen höll på. 2020 års upplaga ställdes in på grund av Corona. Festivalen har hittills lockat omkring 7000 besökare varje år inklusive funktionärer och artister.
Även om festivalens namn främst för tankarna till roots reggae – den samhällskritiska reggae som utvecklades på Jamaica under första hälften av 1970-talet – har även andra typer av reggae, ska, soca och annan karibisk musik spelats på Öland Roots. Dessutom har även hip hop och soul fått utrymme på scenerna. 
Bland de mer namnkunniga artister och band som spelat på Öland Roots reggaefestival märks Michael Rose (tidigare medlem av ett av de mest framgångsrika reggaebanden någonsin: Black Uhuru), Peps Persson (som introducerade reggaen i Sverige 1974)Toots and the Maytals , Bunny Wailier och U-Roy (reggaetostingens, rapens och deejayingens anfader). Festivalen har även gästats av reggaeband från Storbritannien, Frankrike och västafrikanska länder. Förutom Peps Persson har även de flesta kända och mindre kända svenska reggaegrupper har också spelat på Öland Roots, bl.a. Helt Off, Kalle Baah, Svenska Akademien, Kultiration, Rootvälta, Ital Skurk och Governor Andy.
Inför 2011 års Öland Roots bestämde man i föreningens styrelse att man skulle utöka festivalledningen från tidigare fem personer till 12 personer. Inför 2015 års upplaga av Öland Roots införde man ett kulturellt schema vid sidan av det befintliga spelschemat som innehåller olika inslag för besökarna som workshops, filmvisning, yoga, teater, föreläsningar samt finns Cappelagården och Ölands folkhögskola på plats.

### Fotnoter
1. ↑  ”Toots and the Maytals” (på engelska). Wikipedia. 2017-10-15. https://en.wikipedia.org/w/index.php?title=Toots_and_the_Maytals&oldid=805491549. Läst 7 december 2017.